# Stellidia oenopion
Stellidia oenopion là một loài bướm đêm trong họ Erebidae.